# Episodi di Ray Donovan (terza stagione)
La terza stagione della serie televisiva Ray Donovan è stata trasmessa in prima visione su Showtime dal 12 luglio al 27 settembre 2015. 
In Italia la stagione è disponibile su Netflix dal 15 novembre 2015. 
| nº | Titolo originale           | Titolo italiano           | Prima TV USA      | Pubblicazione Italia |
| -- | -------------------------- | ------------------------- | ----------------- | -------------------- |
| 1  | The Kalamazoo              | Il Kalamazoo              | 12 luglio 2015    | 15 novembre 2015     |
| 2  | Ding                       | Orgoglio                  | 19 luglio 2015    | 15 novembre 2015     |
| 3  | Come and Knock on Our Door | Chiedi e ti sarà dato     | 26 luglio 2015    | 15 novembre 2015     |
| 4  | Breakfast of Champions     | La colazione dei campioni | 2 agosto 2015     | 15 novembre 2015     |
| 5  | Handshake Deal             | Accordo sulla parola      | 9 agosto 2015     | 15 novembre 2015     |
| 6  | Swing Vote                 | Voto decisivo             | 16 agosto 2015    | 15 novembre 2015     |
| 7  | All Must Be Loved          | Tutti devono essere amati | 23 agosto 2015    | 15 novembre 2015     |
| 8  | Tulip                      | Tulipano                  | 30 agosto 2015    | 15 novembre 2015     |
| 9  | The Octopus                | Le nozze                  | 6 settembre 2015  | 15 novembre 2015     |
| 10 | One Night in Yerevan       | Una notte a Erevan        | 13 settembre 2015 | 15 novembre 2015     |
| 11 | Poker                      | Scacco matto              | 20 settembre 2015 | 15 novembre 2015     |
| 12 | Exsuscito                  | Confessione               | 27 settembre 2015 | 15 novembre 2015     |

## Il Kalamazoo
- Titolo originale: The Kalamazoo
- Diretto da: Colin Bucksey
- Scritto da: David Hollander

### Trama
Ezra si spegne dopo aver ricevuto la visita di un prete che ha tentato di interrogarlo su Padre Danny. Ray viene a sapere del decesso da Abby, poiché aveva rifiutato di rispondere a una telefonata di Ezra che smaniava di riferirgli del prete. Per Ray è un periodo complicato, non vivendo più a casa e dovendosi occupare dei sempre più stravaganti problemi dei suoi clienti. La notizia della morte di Ezra è sfogata da Ray in un rapporto sessuale violento con una escort, non dovendo più alcuna fedeltà ad Abby che lo ha tradito. Una furiosa Deb caccia via Ray dalla sinagoga, impedendogli di dare l'ultimo saluto ad Ezra perché non lo ha voluto ascoltare nel momento del bisogno. Nonostante Abby abbia preso le sue difese, Ray esclude di perdonarla e tornare a casa, benché i figli spingano in questa direzione.
La giornata storta di Ray svolta quando il miliardario Andrew Finney lo assume per salvare il figlio Casey, rapito da uomini che chiedono un riscatto di 5 milioni. Paige, la sorella di Casey, appare distaccata e accusa il fratello di aver inscenato il proprio sequestro per sottrarre soldi al padre. Mickey è andato a vivere con Daryll in un condominio, dove si prende cura della piccola Ginger che è figlia della prostituta Audrey. Malgrado lui e Daryll non navighino nell'oro, faticando a star dietro alle bollette da pagare, Mickey acquista il costosissimo barbecue Kalamazoo. L'unico cruccio di Mickey è Terry che si trova in prigione e rifiuta di ricevere visite. Bunchy sta portando avanti da solo la palestra e Abby gli dà una mano sia nella gestione del locale che nel fargli pubblicità su un sito di incontri.
Ray trova Casey segregato in un magazzino abbandonato, ma anziché consegnare ai rapitori i 5 milioni pattuiti, uccide uno di loro e si lancia all'inseguimento dell'altro. Mickey prende di mira Gary, il pappone di Audrey, drogandolo con lo xanax e spingendolo in piscina, dopodiché risponde al telefono dell'uomo. Padre Romero, il prete che ha fatto visita a Ezra in ospedale, è entrato in possesso delle prove raccolte dalla polizia sul caso di Padre Danny. Ultimamente Abby è spesso ubriaca, tanto che Bridget rifiuta un passaggio da scuola e la incolpa del tradimento inflitto al padre. Mentre sta guidando, Bridget incontra un cane che sta correndo senza padrone e lo porta a casa, lasciando di stucco Bridget e Conor che non riescono a comprendere gli strani comportamenti della madre.
- Guest star: Katie Holmes (Paige Finney), Elliott Gould (Ezra Goodman).
- Altri interpreti: Ian McShane (Andrew Finney), Leland Orser (Padre Romero), Jason Butler Harner (Varick Strauss), Denise Crosby (Deb), William Stanford Davis (Potato Pie), Fairuza Balk (Ginger), Shree Crooks (Audrey), Alyssa Diaz (Teresa), Guy Burnet (Casey Finney), Chris Browning (Gary Royal).

## Orgoglio
- Titolo originale: Ding
- Diretto da: Ed Bianchi
- Scritto da: William Wheeler

### Trama
Chiamato da un'allarmata Bridget, Ray sprona Abby a rimettersi in carreggiata. Dopo aver sorpreso Conor intento a masturbarsi sul letto, Abby accoglie l'idea di Bridget di invitare Ray a cena per recuperare un minimo di unità familiare. Avi mira a privare Ray di Lena, formulandole una proposta allettante per diventare socia nella sua attività. Mickey vuole diventare il protettore delle prostitute di Gary, con Ginger che gli spiega come funziona il mestiere nel ventunesimo secolo. Terry si ritrova coinvolto in una rissa in carcere con un membro della gang degli Ariani, finendo in infermeria dove il medico lo avverte che il Parkinston sta evolvendo rapidamente. Bunchy trova il coraggio di buttare la gang messicana dei Luchadores fuori dalla sua palestra, ma cambia idea dopo essersi infatuato dell'avvenente Teresa.
Colpita da come Ray ha saputo risolvere il rapimento di suo fratello Casey, Paige lo assolda per pagare il navy SEAL Carl Lafell, marito di una donna con cui ha avuto una relazione il quarterback dei San Diego, squadra di football di cui i Finney sono azionisti. Mickey si mette in affari con i tizi da cui ha acquistato il Kalamazoo, comprando la cocaina che le sue prostitute spacceranno ai clienti. Daryll si lamenta perché il padre, per chiudere l'accordo, ha ipotecato la macchina che usa per il lavoro da autista. Ray ordina al secondino pagato per tenere d'occhio Terry di farlo mettere in isolamento, ma il fratello rifiuta e pregusta il combattimento di rivincita chiestogli dal detenuto con cui si era già scontrato. Bunchy sta perdendo ogni freno nei confronti di Teresa, tanto da masturbarsi in ufficio mentre la guarda allenarsi.
Paige ha raggirato Ray, facendogli condurre Lafell nella stanza d'albergo in cui la moglie si sta nuovamente intrattenendo con il quarterback. Ray cerca di far ragionare Lafell, il quale era stato pagato per non far del male all'atleta, venendo colpito violentemente dal navy SEAL. Per recarsi da Lafell, Ray ha dovuto dare buca alla sua famiglia, deludendo in particolare Bridget che sperava in una riconciliazione con Abby. Benché impegnato nel nuovo business, Mickey trova il tempo di accompagnare la piccola Audrey all'audizione per lo spettacolo Disney, difendendola quando viene scartata. Terry finisce in isolamento dopo aver fracassato la testa al suo avversario che lo aveva ferito con un coltellino. Padre Romero si infiltra alle riunioni che hanno luogo nella palestra di Bunchy.
- Guest star: Katie Holmes (Paige Finney).
- Altri interpreti: Ian McShane (Andrew Finney), Leland Orser (Padre Romero), Grace Zabriskie (Sig.ra Minassian), Skipp Sudduth (Governatore Verona), Fairuza Balk (Ginger), Shree Crooks (Audrey), Alyssa Diaz (Teresa), David Cubitt (Zack Davis), Wolé Parks (Carl Lafell).

## Chiedi e ti sarà dato
- Titolo originale: Come and Knock on Our Door
- Diretto da: Daniel Attias
- Scritto da: David Hollander

### Trama
Andrew Finney torna alla carica con Ray, insistendo per acquisire la sua attività. Ray è costretto a salutare Lena, la quale ha accettato la proposta di Avi e riconsegna le chiavi dell'ufficio. Mickey chiede alle prostitute di sperimentare per un giorno il suo metodo operativo, lasciandole libere di andarsene se non saranno soddisfatte. Terry rischia di essere trasferito in un altro carcere, dato che il tizio pestato è morto. Quando Ray gli fa visita, Terry sostiene che non gli importa affatto di morire, visto il destino che lo aspetta. Bunchy vorrebbe attingere al fondo di risarcimento per organizzare le lotte di wrestling dei Luchadores nella sua palestra. Abby ha difficoltà nella gestione dei figli, tra Bridget che prende brutti voti a scuola e Conor distratto dalle tentazioni della realtà virtuale.
Ray tenta di corrompere Roger Wettick, il giudice che ha condannato Terry, chiedendone il rilascio per motivi umanitari, considerati i suoi problemi di salute e la probabile vendetta da parte degli Ariani. Ray costringe Frank Barnes a corrompere il giudice al posto suo, altrimenti gli farà perdere il posto appena ottenuto all'FBI. Anche Mickey si adopera per la causa di Terry, affrontando a muso duro il giudice e causandogli un arresto cardiaco mortale. Ray non riesce a rianimare Wettick, accusando Mickey di aver rovinato tutto come suo solito. Costretto a scarrozzare le prostitute in giro per la città, Daryll chiede a Bunchy di scattare delle fotografie a una delle ragazze per il suo profilo online. Bunchy si ritrova così coinvolto suo malgrado nel business della prostituzione del padre.
Ray non ha alternative che chiedere l'aiuto di Andrew per il rilascio di Terry, nel frattempo rimesso tra i detenuti comuni. Andrew lo conduce al cospetto del governatore Verona, in lotta per la rielezione contro un avversario agguerrito che lo accusa di rappresentare la corruzione. Facendo leva sul suo essere il principale finanziatore della campagna elettorale, Andrew obbliga Verona a firmare la grazia per Terry quella sera stessa. Ray si sente forzato a firmare il contratto che lo legherà per un anno ai Finney. Le prostitute sono contente della giornata di lavoro, accettando di lavorare sotto Mickey. Allo stremo dopo che Conor ha fatto scappare il cane, Abby sente l'esigenza di allontanarsi per un paio di giorni. Terry è deluso che Ray abbia dovuto tramare per liberarlo, chiedendosi per quanto ancora risolverà i casini della famiglia.
- Guest star: Katie Holmes (Paige Finney).
- Altri interpreti: Ian McShane (Andrew Finney), Leland Orser (Padre Romero), Grace Zabriskie (Sig.ra Minassian), Skipp Sudduth (Governatore Verona), Fairuza Balk (Ginger), Shree Crooks (Audrey), Alyssa Diaz (Teresa), David Cubitt (Zack Davis), Wolé Parks (Carl Lafell).

## La colazione dei campioni
- Titolo originale: Breakfast of Champions
- Diretto da: Lesli Linka Glatter
- Scritto da: Brett Johnson

### Trama
Il primo incarico di Ray alle dipendenze di Andrew è prelevare Casey per condurlo alla riunione in cui il suo studio cinematografico sarà venduto al miliardario cinese Liu. Ray è comandato da Varick Strauss, capo del personale nonché marito di Paige. Costei preme per la vendita dello studio, mentre il padre ha dei dubbi e Casey è perso nel suo mondo per poter esprimere un'opinione. Abby si reca a Boston a trovare i fratelli Dave e Margaret, apprendendo che il bar gestito dalla famiglia è in perdita. Conor approfitta dell'assenza della madre per andare a scuola in automobile, nonostante non abbia la patente, e organizzare una festa a casa. Bridget viene a sapere da una compagna di classe che il professor Donellen, da cui ha ricevuto un brutto voto all'ultimo compito in classe, ha perso la moglie in un incidente stradale.
Paige vuole che Ray convinca la valletta Tina Harvey a presentare il programma di punta dell'emittente, trattandosi di un'espressa richiesta di Liu. Aggirandosi per gli studi, Ray incontra Tommy Wheeler che gli presenta la fidanzata transgender Chloe. Siccome lui e Chloe progettano di sposarsi, Tommy chiede l'aiuto di Ray per convincere Casey a risolvere il contratto e lasciarlo libero di vivere il proprio amore. Frances non perdona a Terry l'essersi fatto coinvolgere negli affari loschi della sua famiglia che, difatti, l'hanno condotto in carcere. Conor è invidioso di Tate, il fidanzato di una ragazza cui faceva il filo, e lo colpisce ripetutamente con la mazza del padre. L'intervento di Bridget, che manda tutti via, evita che le cose possano degenerare.
Andrew sottolinea a Ray che dovrà prendere ordini esclusivamente da lui e non da Paige. Abbattuto dalle parole di Frances, Terry incolpa Mickey di essere la fonte delle sue disgrazie, accusandolo che si defilerà quando le cose per lui peggioreranno. Mickey replica che non è affatto vero e si sta preoccupando di lasciare un'eredità ai figli. Preoccupata dei rapporti tesi tra i fratelli, Abby decide di trattenersi a Boston più a lungo del previsto. Margaret, che non ha mai approvato il matrimonio di Abby con Ray, prova a farla ragionare sull'opportunità di proseguire una relazione sbagliata. Tornato a casa per occuparsi dei figli, Ray riceve la telefonata di Paige che lo mette in guardia dalle cose spiacevoli che il padre gli chiederà di fare contro di lei. Il cane torna dai Donovan.
- Guest star: Ian McShane (Andrew Finney), Jason Butler Harner (Varick Strauss), Austin Nichols (Tommy Wheeler), Brooke Smith (Frances), Aaron Staton (Mr. Donellen), Alex Saxon (Chloe), Guy Burnet (Casey Finney), Cheryl Ladd (Tina Harvey), Karina Logue (Margaret), Katie Holmes (Paige Finney)
- Altri interpreti: Jack Wagner (Sandy Patrick), Kiara Muhammad (Katie), Lulu Brud (Lauren), Aaron Hendry (Dave Kelly), Robert Rusler (Gus O'Dea), Clint Jung (Mr. Liu), Madison McMillin (Madison), Heath Khan (Zach), Griffin Freeman (Tate), Kylder Pettis (Dylan), Madi May (Morgan), Ian M. Hamilton (Eddie), Sasha Wexler (Jade), Alex Ball (Dr. Mendelowitz), Kelly Chavers (barista), Stephanie Pearson (Dominique), Jake Regal (Roderick), Shelley Robertson (Candance), Logan Bryce Hunter (assistente di Casey), Char Sidney (Mercedes), Christy Williams (Michelle)

## Accordo sulla parola
- Titolo originale: Breakfast of Champions
- Diretto da: Colin Bucksey
- Scritto da: Gina Welch

### Trama
Un telefono di proprietà di Verona è finito nelle mani di Briana, studentessa di legge ed ex stagista del governatore, pronta a passarlo al suo avversario e fargli perdere le elezioni. Per questo incarico Ray ha bisogno dell'aiuto di Lena, facendo leva sulla sua insoddisfazione verso il lavoro con Avi che non è abbastanza dinamico per lei. Mickey fornisce le prostitute alla festa aziendale di Kwip, la start-up guidata dal giovane PJ, sperando di guadagnare abbastanza per ripagare i fornitori della cocaina. Abby ha deciso di rilevare il bar, però il padre è un tipo all'antica e non reputa una donna abbastanza capace di portare avanti l'attività. Teresa sorprende Bunchy intento a fissarla e inizia a provocarlo, venendo quasi sorpresi da Terry che disapprova la scelta del fratello di organizzare i combattimenti di wrestling in palestra.
Ray convince Briana a collaborare, incastrando il professor Sheldon Blackwood che conservava il telefono per conto della ragazza, trovandoci una prova compromettente su Paige. Dopo aver incontrato il tutor scolastico, Bridget chiama la madre per sfogare la frustrazione di non essersi ambientata nella scuola e rischiare di non essere ammessa alle università più prestigiose. Abby vuole rientrare a Los Angeles, subendo la reprimenda di Margaret perché ancora una volta la bella vita a Los Angeles viene prima rispetto alla sua famiglia. Oltre a migliorare il carente rendimento scolastico, Bridget deve scrivere un saggio sulla cosa peggiore che le sia mai capitata. Dopo che Conor gli ha confidato l'episodio della masturbazione, Mickey lo porta al festino di Kwip, dove sperimenta il sesso con una prostituta.
Indeciso se consegnare o meno il telefono di Verona ad Andrew, non sapendo se lo userà per affossare la figlia, Ray decide di usarlo come merce di scambio con Paige per ottenere una quota nel progetto di costruzione del nuovo stadio dei San Diego. Mickey si agita quando la signora Minassian, titolare del racket, dopo averlo costretto a dividere a metà i profitti, accenna alla possibilità di rivalersi su Conor. Quando il manager dei Luchadores minaccia di spostare la gang altrove, avendo notato l'intesa tra Bunchy e Teresa, Terry prende le difese del fratello e aggredisce l'uomo. Mickey suggerisce a Ray di tenere d'occhio Conor, avendo notato che il ragazzo soffre di solitudine. Quella sera, mentre Ray sta sonnecchiando sul divano di casa, la porta si apre e fa il suo ingresso Abby.
- Guest star: Ian McShane (Andrew Finney), Leland Orser (Padre Romero), Jason Butler Harner (Varick Strauss), Aaron Staton (Mr. Donellen), Grace Zabriskie (signora Minassian), Nestor Carbonell (Sheldon Blackwood), Fairuza Balk (Ginger), Alyssa Diaz (Teresa), Karina Logue (Margaret), Paul Vincent O'Connor (signor Kelly), Katie Holmes (Paige Finney)
- Altri interpreti: Martin Garcia (Pablo), Nikola Kent (Davros Minassian), Aaron Hendry (Dave Kelly), Bryce McBratnie (PJ), Sushana Watkis (Alex), Char Sidney (Mercedes), Christy Williams (Michelle), Skyler Shaye (Cindy), Melissa Carnell (Briana), David Lengel (Ted), Eric Ramey (Tenley Bell), Matty Cardarople e Thom Shelton (studenti di filosofia)

## Voto decisivo
- Titolo originale: Swing Vote
- Diretto da: John Dahl
- Scritto da: Michael Tolkin

### Trama
Andrew vuole che Ray impedisca a Henry Sylvester, suo competitor nell'affare San Diego, di arrivare al tavolo delle trattative. Siccome Abby lo ha costretto a scegliere tra il perdono e il divorzio, Ray predilige la prima opzione e chiede alla moglie di comprare un abito elegante per accompagnarlo alla festa elettorale di Verona. I Minassian picchiano un debitore davanti a Mickey per dimostrargli quale sorte tocca a chi non rispetta i patti. Terry entra nel panico quando vede un membro degli Ariani aggirarsi per la palestra, sicuro di subire una vendetta per quanto accaduto in prigione. Padre Romero sprona Bunchy ad andare a riprendersi Teresa, trasferitasi con i Luchadores nella palestra di Bakersfield. Per far colpo sul professor Donellen, Bridget accetta di dare una mano ai seggi elettorali in palestra.
Con Sylvester messo fuori gioco da Ray e Lena, i Finney acquistano i San Diego. Ray scopre da Paige che il padre ha avuto una relazione con suo marito Varick ed è in cambio del suo silenzio che Andrew ha dovuto permettere alla figlia di comprare la squadra. Quando Ray le parla delle azioni dei San Diego, Abby gli chiede di sostenere il bar della sua famiglia. Daryll suggerisce a Mickey di far assumere Ginger in palestra, poiché la donna stava progettando di lasciare Los Angeles e ciò avrebbe mandato all'aria il business delle prostitute. Bunchy si produce in un'imbarazzata proposta di matrimonio a Teresa che lo caccia via. Procuratosi una pistola tramite l'amico Potato Pie, Terry chiude la palestra e attende tremante i sicari degli Ariani. Bridget fa amicizia con Janet, l'altra studentessa che si occupa delle elezioni.
Ray lascia la festa di Verona per raggiungere Terry, asserragliato come se gli Ariani stessero davvero arrivando, tanto che per poco non colpisce Mickey. Il padre accetta di trascorrere la notte con Terry, mentre Ray fa ritorno alla festa, consapevole che il fratello dovrà essere curato. Verona esce sconfitto dalle elezioni, con la vittoria assegnata alla sfidante Townsend, prima donna eletta governatore della California. Andrew è furioso quando scopre l'accordo tra Ray e Paige sulle azioni dei San Diego, schernendolo perché ha conquistato il tre cento del nulla, poiché senza Verona saltano lo stadio e ogni altro progetto in cantiere. Teresa accetta di dare una possibilità a Bunchy, pretendendo che si comporti da vero uomo e si faccia chiamare con il suo vero nome, Brendan. Bridget entra sempre più in confidenza con Donellen. 
- Guest star: Ian McShane (Andrew Finney), Leland Orser (Padre Romero), Jason Butler Harner (Varick Strauss), Aaron Staton (Mr. Donellen), Skipp Sudduth (Governatore Verona), Grace Zabriskie (signora Minassian), Peter Jacobson (Lee Drexler), William Stanford Davis (Potato Pie), Fairuza Balk (Ginger), Shree Crooks (Audrey), Alyssa Diaz (Teresa), Guy Burnet (Casey Finney), Stephanie Erb (Helen Miller), David Cubitt (Zack Davis), Katie Holmes (Paige Finney)
- Altri interpreti: Nikola Kent (Davros Minassian), Alisha Boe (Janet), Ryan O'Nan (Stan), Loanne Bishop (Meg Townsend), Anita Bennett (annunciatrice del telegiornale), Stewart Skelton (Windsor), Lance Irwin (Henry Sylvester), Jack Kennedy (uomo calvo), Gev Kalian (George), Brynn Thayer (Charlotte Finney), Paras Patel (assistente di Zack)

## Tutti devono essere amati
- Titolo originale: All Must Be Loved
- Diretto da: Tucker Gates
- Scritto da: David Hollander

### Trama
Ora che non devono più nascondere i loro intrallazzi, Ray e Paige si adoperano per mettere le mani sull'area in cui sorgerà lo stadio. La prima problematica è legata alla presenza di una specie protetta di uccelli che Ray spera di risolvere corrompendo Helen Miller, dirigente della sezione Caccia e pesca conosciuta alla festa di Verona, con una borsa di 200.000 $ in contanti. Oltre al lavoro, Ray deve occuparsi anche delle problematiche familiari, con Terry che ha bisogno di assistenza e Bunchy tornato alla carica sui soldi del risarcimento come dote per sposare Teresa. Ray è talmente scombussolato da autorizzare senza eccessive riflessioni Abby a investire 375.000 $ nell'acquisto del bar. 30.000 $ è invece l'ammontare del pizzo che i Minassian pretendono da Mickey, tanto da pestare Daryll e rubargli la Cadillac.
Ray è contattato da Padre Romero che vuole incontrarlo per discutere l'omicidio di Padre Danny. Una volta scoperto che Romero è un prete e Bunchy si è lasciato andare a eccessive confidenze con lui, Ray non ha alternative a recarsi dal prelato e viene accompagnato da Terry, cui lungo il tragitto propone di trasferirsi a casa sua per poterlo seguire. Avido di soldi dopo il rifiuto oppostogli da Ray, Bunchy si propone al padre come rinforzo nei suoi affari. Quando i Minassian si accorgono che Mickey e Daryll hanno consegnato loro banconote finte, scoppia una rissa che viene risolta da Bunchy. Pur ammaccati, i Donovan si sono riappropriati della Cadillac. Bridget spia il profilo Facebook di Sara Donellen, la defunta moglie del professore, esercitandosi a suonare con la chitarra la sua canzone preferita.
Padre Romero dirige da quindici anni la comunità Servi del Paraclito, dove trovano alloggio preti accusati di abusi sessuali. Romero invita Ray a confessare l'omicidio di Padre Danny, assicurandogli la protezione del sigillo sacramentale e che non andrà alla polizia. Dapprima entrato in cabina, Ray fugge prima di ammettere il delitto e aggredisce Romero, venendo fermato da Terry e scomunicato dal prete. Sulla via del ritorno Terry dice a Ray di non voler accettare il trasferimento a casa sua, ritenendo che il fratello abbia la sua famiglia e non debba sobbarcarsi una causa persa come lui. Dopo aver comunicato ad Abby che Terry ha cambiato idea, Ray fa tappa a casa di Paige perché gli ha chiesto di vedersi urgentemente. Paige ha appena chiesto il divorzio a Varick e ammette, neanche troppo velatamente, la sua attrazione per Ray. 
- Guest star: Leland Orser (Padre Romero), Jason Butler Harner (Varick Strauss), Alyssa Diaz (Teresa), Jayne Taini (Harriet Greenberg), Stephanie Erb (Helen Miller), Katie Holmes (Paige Finney)
- Altri interpreti: Nikola Kent (Davros Minassian), Alisha Boe (Janet), Cory Blevins (Dr. Righellis), Char Sidney (Mercedes), Christy Williams (Michelle), John Grady (prete), Geoff Wehner (messo notificatore)

## Tulipano
- Titolo originale: Tulip
- Diretto da: Michael Uppendahl
- Scritto da: David Hollander e William Wheeler

### Trama
Ray si risveglia nel letto di Paige, mentre Varick continua a non darsi pace per la fine del matrimonio. Avvertendo la necessità di chiudere la questione dello stadio in breve tempo, altrimenti l'affare rischia di saltare, Ray e Paige vogliono costringere l'immobiliarista Napier ad abbassare il prezzo esorbitante fissato per i terreni. Ray chiede nuovamente l'aiuto di Helen Miller, prelevando un serpente sequestrato dal suo dipartimento e che faranno trovare addosso a Napier, ma al momento della consegna a Lena Helen va nel panico ed è morsa dal rettile, così il piano va in fumo. La vendetta dei Minassian non tarda ad arrivare, dando fuoco alla Cadillac di Daryll. Abby insiste per prendersi cura di Terry, stanca di vederlo dormire da solo in palestra. Donellen invita Bridget a mantenere un normale rapporto tra professore e studentessa.
Romero si presenta in palestra per scusarsi e consegnare ai Donovan il materiale raccolto su Padre Danny. Andrew uccide Varick con l'attizzatoio dopo che questi aveva minacciato di rivelare pubblicamente la loro relazione. Incaricato di disfarsi del cadavere, Ray pone la condizione che Andrew agevoli le trattative con Napier, chiedendo aiuto ad Avi con cui riallaccia i rapporti. Mickey è avvicinato dalla detective Sheila Muncie che, visti i suoi precedenti, lo vuole collaboratore della polizia, altrimenti lui e i figli saranno denunciati per il business delle prostitute. Abby porta Terry dal parrucchiere a darsi una sistemata e gli mostra la camera allestita per lui. Bridget si presenta a casa di Donellen, trovandolo intorpidito per gli antidolorifici che sta assumendo dopo l'incidente.
Ray e Avi seppelliscono il cadavere di Varick nel deserto. Paige intuisce che Ray è in combutta con suo padre, avendolo convinto a svuotare il suo fondo fiduciario per imbastire la finta fuga in Messico di Varick. Mickey si vede costretto ad accettare la proposta di Muncie, non avendo alternative per mettere a tacere gli armeni. Abby confida a Terry di sentirsi amareggiata perché, proprio adesso che le cose con Ray sembravano volgere al meglio, il marito è tornato a essere sfuggente. Bridget manifesta un'attrazione sempre più morbosa verso Donellen, tanto da baciarlo mentre è fiaccato dagli antidolorifici e acciambellarsi tra le sue braccia. Rincasato da una lunga giornata, Ray è lieto di vedere che alla fine Terry ha accettato la sua ospitalità e Abby chiede al marito di venire a letto con lei.
- Guest star: Ian McShane (Andrew Finney), Leland Orser (Padre Romero), Jason Butler Harner (Varick Strauss), Aaron Staton (Mr. Donellen), Alyssa Diaz (Teresa), Stephanie Erb (Helen Miller), Michael Hyatt (Detective Sheila Muncie), Katie Holmes (Paige Finney)
- Altri interpreti: Stewart Skelton (Windsor), Cletus Young (uomo anziano), Sushana Watkis (Alex), Char Sidney (Mercedes), Christy Williams (Michelle), Sasha Wrexler (Jade), Skyler Shaye (Cindy).

## Le nozze
- Titolo originale: The Octopus
- Diretto da: Colin Bucksey
- Scritto da: Brett Johnson

### Trama
È arrivato il giorno del matrimonio di Bunchy e Teresa. Ray non riesce a nascondere la propria ostilità alle nozze, nonostante Avi e Lena non abbiano trovato nulla di compromettente sul conto della sposa e della sua famiglia. Alla polizia è giunta notizia dell'arrivo di un carico di ragazze minorenni per i Minassian da destinare alla prostituzione. Muncie vuole che Mickey incontri gli armeni con una videocamera addosso, fingendosi interessato all'acquisto delle ragazze. Terry si sveglia di notte da un incubo con il letto bagnato, lasciando presagire cosa lo attende nel decorso della malattia. Ed Cochran, che adesso lavora per l'agenzia investigativa Dybek, è incaricato di indagare sulla scomparsa di Varick per conto della NFL. Bridget esce al bowling con Donellen e assume i suoi farmaci di ossicodone.
Impaurito dal compito assegnatogli, Mickey progetta di scappare e si dà alla macchia. La polizia irrompe nel suo appartamento, dove trova Ray e Bunchy che hanno appena avuto un dialogo franco tra fratelli sull'imminente matrimonio. Muncie ordina l'arresto di Bunchy, in qualità di coinvolto nel racket, assicurando a Ray che lo rilascerà in cambio di Mickey. Ray rintraccia il padre asserragliato in un motel, convincendolo a comportarsi da genitore responsabile almeno stavolta. Mickey assolve l'incarico, facendosi consegnare dai Minassian le fotografie delle ragazze in arrivo. Non appena Bunchy torna libero, Ray lo porta in chiesa, dove lo attende la spazientita Teresa. Donellen non ostacola Bridget con l'ossicodone, anzi è lui stesso ad avere un atteggiamento sempre più equivoco nei confronti della sua studentessa.
Bunchy e Teresa sono uniti in matrimonio. Al ricevimento nuziale, che si svolge in palestra, Ray abbandona ogni residua remora e dà il benvenuto a Teresa in famiglia, raccontando come lui sia sempre stato un padre, più che un fratello, per Bunchy. Impaurito che la protezione della polizia non sia sufficiente per garantire la sua sicurezza, Mickey chiede l'aiuto di Ray contro i Minassian. Bridget si presenta al matrimonio fatta di ossicodone, indispettendo Abby che non capisce cosa stia combinando la figlia. Forte di un legame sempre più solido con Abby, Terry le promette che terrà d'occhio Bridget. Daryll ha iniziato una storia con la prostituta Michelle e vorrebbe che cambiasse vita. Esaminando i documenti riguardanti Varick, Cochran resta di stucco quando si imbatte nel nome di Ray.
- Guest star: Aaron Staton (Mr. Donellen), Grace Zabriskie (signora Minassian), Fairuza Balk (Ginger), Shree Crooks (Audrey), Alyssa Diaz (Teresa), William Stanford Davis (Potato Pie), Jayne Taini (Harriet Greenberg), Michael Hyatt (Detective Sheila Muncie), Hank Azaria (Ed Cochran)
- Altri interpreti: Martin Garcia (Pablo), Christy Williams (Michelle), Nicholas Massouh (Alan Freedman), Jill Basey (anziana signora), Patrick Robert Smith (poliziotto), Roberta Bassin (Dot), Aharon Ipalé (Ivan Belikov), Robert Covarrubias (Padre Cortes), Liz Burnette (Iris Kim), Brian Chenoweth (Doug), Sonya Leslie (donna), John Deignan (detective).

## Una notte a Erevan
- Titolo originale: One Night in Yerevan
- Diretto da: Daniel Attias
- Scritto da: Gina Welch e David Hollander

### Trama
Mickey è impaurito all'idea di essere spedito sotto copertura contro i Minassian e rischiare, se tutto andasse bene, la protezione testimoni. Cacciate via le prostitute e sbarazzatosi della cocaina, Ray si rivolge a Lee Drexler per far dichiarare il padre interdetto e impedire così a Muncie di avvalersi dei suoi servigi. Cochran e Ray si incontrano a casa Finney, avvertendolo di essere sulle sue tracce e pronto a vendicare il torto che gli ha causato. Daryll fugge con Michelle a bordo della macchina di Mickey. Bridget tira un pugno a Janet dopo che questa la stava canzonando per l'improvviso miglioramento dei suoi voti da quando se la spassa con Donellen. La scuola non può esimersi dal comminare a Bridget una settimana di sospensione.
Ray propone un risarcimento alla signora Minassian che però rifiuta ogni indennizzo, essendo Mickey sua proprietà. Ne nasce una collutazione interrotta dall'arrivo di Hasmig, una famosa popstar armena che è una cliente di Ray e a lui deve la pubblicazione di Una notte a Erevan, canzone sul genocidio armeno. Andrew vuole andare a fondo dei rapporti tra Ray e Cochran, convocando l'investigatore che gli mostra la fotografia di Avi mentre sta passando la frontiera con il Messico usando il passaporto di Avi. Cochran dà comunque l'assenso al superamento dell'esame per l'ingresso in NFL. Trovate le pillole di Donellen, una furente Abby aggredisce il professore che le spiega cosa è successo con sua figlia, accusandola del furto del flacone e addebitando a lei l'infatuazione nei suoi confronti.
In forza dell'incarico di tutore di Mickey, Ray ordina al padre di allontanarsi da Los Angeles per il bene di tutti. Abby non vuole che Ray sappia cosa è successo a Bridget, altrimenti potrebbe fare del male a Donellen, e lancia l'idea di trasferirsi a Boston. L'atmosfera in casa Donovan precipita quando Paige si presenta raggiante per annunciare l'ingresso in NFL, indispettendo Abby che ha intuito cosa hanno combinato e non vuole quella donna in casa. Cochran scopre che Avi è un dipendente di Ray e, come se non bastasse, riconosce l'attizzatoio tra i reperti. Mentre Hasmig si esbisce in diretta televisiva, l'operazione della polizia porta allo sgominamento dei Minassian. Ray mostra a Conor il luogo in cui sarà eretto lo stadio dei San Diego.
- Guest star: Ian McShane (Andrew Finney), Sarah Shahi (Hasmig), Aaron Staton (Mr. Donellen), Grace Zabriskie (signora Minassian), Peter Jacobson (Lee Drexler), Michael Hyatt (Detective Sheila Muncie), Hank Azaria (Ed Cochran), Katie Holmes (Paige Finney)
- Altri interpreti: Nikola Kent (Davros Minassian), Alisha Boe (Janet), Stewart Skelton (Windsor), Char Sidney (Mercedes), Marybeth Massett (Dean Bloom), Greg Collins (Roman), Liz Burnette (Iris Kim), Nicholas Massouh (Alan Friedman), Bronson Pinchot (Flip Brightman), Yousef Abu-Taleb (Brian).

## Scacco matto
- Titolo originale: Poker
- Diretto da: Colin Bucksey
- Scritto da: Michael Tolkin e Brett Johnson

### Trama
Cochran tiene sotto scacco Andrew, minacciando di denunciarlo per l'omicidio di Varick se non seguirà il suo piano che consiste nell'addossare la responsabilità del delitto a Ray. Quest'ultimo, intanto, è informato da Abby su ciò che ha combinato Bridget a scuola, anche se madre e figlia tengono nascosta la motivazione all'origine del pugno dato a Janet. Mickey organizza una festa d'addio per salutare i familiari, dato che Ray gli ha concesso fino a sera prima di sparire dalla circolazione. Bunchy e Teresa tornano dalla luna di miele con un van nuovo in cui la signora Donovan progetta di sistemare la futura numerosa prole. Daryll rientra con la coda tra le gambe, piantato in asso da Michelle che si è dileguata con la macchina del padre.
Jeff Barker, il detective incaricato dell'indagine riguardante Varick, raccoglie la testimonianza di Andrew che addossa ogni responsabilità su Ray e attende la deposizione di Paige prima di procedere. Barker ha prove molto solide contro Ray, a cominciare dall'attizzatoio che Cochran ha piazzato nel condotto di aerazione della sua camera da letto, oltre alla foto del suo socio Avi spacciatosi per Varick alla frontiera. Complice il tradimento di cui ritiene responsabile Ray, Abby oltrepassa il limite con Terry, baciandolo per poi concordare di rimuovere quest'episodio. Bridget lascia la punizione per andare da Donellen, ma stavolta il professore le chiude la porta in faccia e Abby, giunta sul posto perché allertata da Terry, la riaccompagna a casa.
Conor partecipa alla festa di suo nonno, ritrovando la prostituta Cindy con cui aveva perso la verginità alla festa di Kwip. Mickey non intende piegarsi alla volontà di Ray e rivela ai familiari di essere sotto la sua tutela legale, rigirando però la storia nel senso di avere l'Alzheimer e che rischia di finire i propri giorni solo in un ospizio. Ray sequestra Cochran e si fa dire dove si trova l'attizzatoio, recuperandolo appena prima dell'arrivo di Barker per la perquisizione. Assicuratosi che Paige testimonierà contro suo padre, Ray fa bruciare il cadavere di Varick nel cassonetto all'esterno della villa di Andrew, proprio mentre arriva la polizia. Vinta la partita contro Andrew, Ray rischia invece di perdere quella contro Mickey perché ha i familiari dalla sua parte e non intende lasciare la città, dando al figlio lo scacco matto.
- Guest star: Ian McShane (Andrew Finney), Aaron Staton (Mr. Donellen), Peter Jacobson (Lee Drexler), Pat Healy (Jeff Barker), Alyssa Diaz (Teresa), Fairuza Balk (Ginger), Shree Crooks (Audrey), Hank Zakaria (Ed Cochran), Katie Holmes (Paige Finney)
- Altri interpreti: Stewart Skelton (Windsor), Christy Williams (Michelle), Skyler Shaye (Cindy), Tim Powell (Thomas Gibbs)

## Confessione
- Titolo originale: Exsuscito
- Diretto da: David Hollander
- Scritto da: David Hollander e William Wheeler

### Trama
Bridget è scappata da casa, costringendo Terry a rivelare la sua relazione con Donellen a Ray. Costui pretende di sapere dove abita il professore e litiga con Abby quando la moglie gli rinfaccia di aver trascurato la famiglia per la presunta love story con Paige. Ray ha intuito la connessione speciale tra Abby e Terry, dichiarando che il fratello deve andarsene. Non volendo far sapere che si trova in un motel con Donellen, da dove sta progettando di fuggire per coronare il loro amore, Bridget finge di essere a casa del nonno. Michelle torna da Daryll, riconsegnandogli le chiavi della macchina di Mickey. Ray arriva proprio mentre due sicari dei Minassian stanno sparando all'impazzata alla finestra, uccidendo Michelle e ferendo gravemente Terry.
Il mattino seguente Ray e Avi si apprestano a compiere una mattanza nel quartier generale dei Minassian, venendo preceduti da Mickey che ha avuto la loro stessa idea. Ray e Avi uccidono tutti gli uomini della signora Minassian, sgozzata da Mickey dopo aver farneticato una vendetta contro i Donovan e la loro prole. Lena rintraccia il cellulare di Donellen a Santa Monica e Ray fa irruzione nel motel, picchiandolo nonostante questi si fosse negato a Bridget. Teresa annuncia a Bunchy di essere incinta, andando su tutte le furie quando il marito non mostra la reazione entusiasta che si sarebbe aspettata. Bunchy chiarisce che per una persona come lui non sarà semplice diventare genitore, ma Teresa lo rassicura che impareranno insieme.
Bridget zittisce suo padre, definendolo incapace di amare, e questa volta fugge veramente. Daryll non perdona Mickey di aver causato indirettamente la morte di Michelle, tornata apposta per stare con lui, rimpiangendo di aver desiderato essere un Donovan. Ray confessa a Romero l'omicidio di Padre Danny, svelando le molestie che gli ha inflitto e da lui nascoste dietro la corazza di uomo duro. La speranza di Ray è affidarsi alla fede per salvare Terry, ottenendo l'assoluzione da Romero. Ferito all'addome dopo la sparatoria dai Minassian, Ray crolla a terra non appena esce dal confessionale e Romero lo fa salire sulla sua macchina. Dopo aver superato una difficile crisi, Terry si risveglia con Abby seduta accanto al suo letto.
- Guest star: Leland Orser (Padre Romero), Aaron Staton (Mr. Donellen), Grace Zabriskie (signora Minassian), Alyssa Diaz (Teresa), Katie Holmes (Paige Finney)
- Altri interpreti: Nikola Kent (Davros Minassian), Ken Davitian (Vartan), Char Sidney (Mercedes), Christy Williams (Michelle), Brian Maillard (giovane dottore), Donnabella Realworldfare (infermiera del pronto soccorso), Tahlena Chikami (Ren), Link Ruiz (agente di polizia), Rebecca Olejniczak e Erin Marie Hogan (prostitute)